# Trogon cytrynowy
Trogon cytrynowy (Trogon citreolus) – gatunek średniej wielkości ptaka z rodziny trogonów (Trogonidae). Endemit zachodniego Meksyku. Opisany po raz pierwszy w 1835. Jest gatunkiem najmniejszej troski.

## Systematyka
Gatunek ten po raz pierwszy zgodnie z zasadami nazewnictwa binominalnego opisał John Gould pod nazwą Trogon citreolus. Opis ukazał się w 1835 roku w „Proceedings of the Zoological Society of London”. Jako miejsce typowe autor wskazał Meksyk, ale nie podał dokładnej lokalizacji. Wyróżnia się dwa podgatunki:
- T. c. citreolus Gould, 1835
- T. c. sumichrasti Brodkorb, 1942

### Etymologia
- Trogon: gr. τρωγων trōgōn „owocożerny, gryzący”, od τρωγω trōgō „gryźć”[9].
- citreolus: łac. citreolus – cytrynowy, w kolorze cytrusa[10].

## Morfologia
Średniej wielkości ptak o długości ciała 27 cm. Występuje dymorfizm płciowy. Samce mają żółte tęczówki, wokół oka naga, szara skóra, dziób silny, bladoniebiesko-szary. Głowa i pierś matowe szaroczarne. Na piersi kremowobiała opaska, reszta dolnych części ciała: brzuch, boki i pokrywy podogonowe żółte. Skrzydła szaroczarne. Krawędzie lotek pierwszego rzędu z białawymi krawędziami. Górna część ciała zielonkawa, kuper i pokrywy górne ogona ciemnoniebieskie. Sterówki od spodu białawe z czarną obwódką. Samice mają żółte tęczówki, wokół oka naga, szara skóra, dziób matowy, nieco ciemniejszy niż u samca. Głowa, pierś, skrzydła, plecy, kuper ciemnoszare. Na piersi kremowobiała opaska, reszta dolnych części ciała: brzuch, boki i pokrywy podogonowe żółte. Krawędzie lotek pierwszego rzędu z białawymi krawędziami. Sterówki łupkowe, od spodu białawe z ciemnoszarymi obwódkami. 
Podgatunek T. c. sumichrasti jest nieco większy od podgatunku nominatywnego z szerszymi białymi zakończeniami zewnętrznych sterówek. Młode osobniki mają ciemne oczy i są bardziej czarne w części podogonowej.

## Zasięg występowania
Trogon cytrynowy jest gatunkiem osiadłym. Jego zasięg występowania według szacunków organizacji BirdLife International obejmuje 539 tys. km². Poszczególne podgatunki zamieszkują:
- T. c. citreolus – stoki gór w zachodniej części Meksyku od stanu Sinaloa do stanu Oaxaca.
- T. c. sumichrasti – przybrzeżne równiny na zachodnich wybrzeżach Meksyku  w stanach Oaxaca i Chiapas[11].

## Ekologia
Głównym habitatem trogona cytrynowego są suche i półpustynne otwarte lasy. Występuje także w niskiej przybrzeżnej dżungli, zaroślach, lasach wtórnych, lasach bagiennych, namorzynach i na plantacjach. Występuje do 1000 m n.p.m. Dieta różni się w zależności od pory roku, w lutym–czerwcu składa się głównie z owoców, w lipcu–październiku z owadów, a w listopadzie–styczniu mniej więcej pół na pół z owoców i owadów. Do zjadanych owadów należą owady latające i duże gąsienice. Stwierdzono zjadanie owoców pestkowych niewielkich drzew Recchia mexicana i Comocladia engleriana, jagód Trichostigma octandrum i  sykonium Ficus pertusa. Długość pokolenia jest określana na 7,3 roku.

### Rozmnażanie
Sezon lęgowy trwa od maja do sierpnia. Gniazda tego gatunku są budowane w nadrzewnych termitierach termitów głównie z rodzaju Nasutitermes. W lęgu 2–4 jaja. Brak dalszych informacji.

## Status
W Czerwonej księdze gatunków zagrożonych IUCN trogon cytrynowy jest klasyfikowany jako gatunek najmniejszej troski (LC – Least Concern). Liczebność populacji według szacunków organizacji Partners in Flight z 2008 roku mieści się w przedziale 50–500 tys. osobników. Ze względu na brak dowodów na spadki liczebności bądź istotne zagrożenia dla gatunku BirdLife International ocenia trend liczebności populacji jako stabilny.